# Liste der Bodendenkmale in Königshain
In der Liste der Bodendenkmale in Königshain sind die Bodendenkmale der Gemeinde Königshain und ihrer Ortsteile nach dem Stand der Auflistung von Harald Quietzsch und Heinz Jacob aus dem Jahr 1982 aufgelistet. Eventuelle Änderungen und Ergänzungen, insbesondere aus der Zeit nach der Wende, sind nicht berücksichtigt, da für Sachsen aktuell keine neueren allgemein zugänglichen Bodendenkmallisten vorliegen. Die Baudenkmale sind in der Liste der Kulturdenkmale in Königshain aufgeführt.
| Denkmal-ID | Fundart            | Ortsteil   | Bezeichnung             | Zeitstellung                               | Lage                                                            | Bemerkungen | Bild |
| ---------- | ------------------ | ---------- | ----------------------- | ------------------------------------------ | --------------------------------------------------------------- | --- | ---- |
| ?          | Kultstätte         | Königshain | Kultstätte „Totenstein“ | Bronzezeit bis Frühe Eisenzeit, Slawenzeit | nordwestlich des Orts, nördlich der Steinbrücke am Fürstenstein | Zerklüfteter Granitstock mit einem Wackelstein als Gipfelkrone, Schutz seit 1. September 1966, auch als Naturdenkmal geführt |      |
| ?          | Befestigung > Burg | Königshain | Wasserburg              | Mittelalter                                | östlicher Ortsteil, Hofbereich des Guts                         | durch den Steinstock und das Alte Schloss überbaut, im Spätmittelalter erweitert, trockengelegter Graben gut erkennbar       |      |